# Rolf Hofmeier
Rolf Hofmeier (né le 23 octobre 1939) est un économiste et africaniste allemand. Il été directeur de l'Institut d'études africaines (IAK) dans le réseau du Deutsche Übersee Institut (DÜI - Institut allemand d'outre-mer, fondé en 1964 et basé à Hambourg), qui a fusionné en 2007 avec l'Institut allemand d'études globales et régionales (de) (GIGA), membre de la Leibniz-Gemeinschaft.

## Biographie
Hofmaier est titulaire d'un doctorat en économie (Dr oec. publ.).
Avant de travailler à l' Institut d'études africaines, Hofmeier a travaillé pendant six ans en Tanzanie à l'Université de Dar es Salam, au ministère des Affaires économiques et en tant que chef d'un projet d'aide au développement. Au cours de sa carrière académique, il a recherché des solutions au problème de l'Afrique subsaharienne en mettant l'accent sur l'Afrique de l'Est. Les points centraux de son travail étaient les analyses de la prévention des crises dans les conflits ethniques et sociaux, les opportunités de démocratisation, la libéralisation de la politique économique et les effets de l'aide au développement. Hofmeier a poursuivi une approche axée sur les applications conformément à la tâche de la DÜI en étroite collaboration avec l'économie de Hambourg, le Office des Affaires étrangères et le Ministère fédéral de la Coopération économique (BMZ) à Bonn.
Hofmeier a été impliqué en tant que directeur de projet ou co-directeur de projet dans de nombreux projets de recherche sur l'Afrique subsaharienne, par exemple dans un projet du de:Sonderforschungsbereich (SFB), financé par la Fondation allemande pour la recherche (DFG) à l'université de Hambourg, sur 'Consolidation de l'État et échec de l'État en Afrique orientale et centrale : État local et changement politique en Tanzanie/RD Congo'.
Rolf Hofmeier a été nommé professeur agrégé d'université le 29 octobre 1999. Après sa retraite, Hofmeier est resté membre associé du GIGA.

## Publications (sélection)
- Die Politische Ökonomie von Verkehrsvorhaben in Afrika: Zur Einschätzung der ökonomischen, gesellschaftlichen und politischen Wirkungen von großen Eisenbahn- und Straßenprojekten. Africa Spectrum, vol. 14 (1) (1979), p. 4–18
- The political economy of transport projects. de:Intereconomics, vol. 15, p. 94–99 (1980)
- Die wirtschaftliche und rohstoffpolitische Bedeutung Afrikas und seiner einzelnen Regionen (Südafrika, Schwarzafrika, Nordafrika) für die Bundesrepublik Deutschland. Hambourg : Institut d'études africaines dans le réseau de la Fondation de l'Institut allemand d'outre-mer (DÜI), 1981, 506 p.
- Politisches Lexikon Afrika, eds. Rolf Hofmeier & Mathias Schönborn. Munich: C.H. Beck, Beck'sche schwarze Reihe; vol. 281, 1984, 524 p.
- . Aid from the Federal Republic of Germany to Africa. Journal of Modern African Studies, vol. 24 (4), (1986), pp. p. 577–601
- Politische Konditionierung von Entwicklungshilfe in Afrika: Neue Form der Einmischung oder legitime Unterstützung von Demokratiebestrebungen?  Africa Spectrum, vol. 25 (2), (1990), pp.  p. 167–177
- Das subsaharische Afrika: Stiefkind der aussenpolitischen Aufmerksamkeit. In: Kaiser, Karl, Joachim Krause (eds.): Deutschlands neue Außenpolitik. volume 3. Interessen und Strategien. Munich: 1996, pp.  p. 203–210
- Five decades of German-African relations: limited interests, low political profile and substantial aid donor. In: Engel, Ulf, Robert Kappel (eds.): Germany’s Africa policy revisited. Interests, images and incrementalism. Münster u. a., LiT-Verlag, 2002, pp.  p. 39–62
- Kleines Afrika-Lexikon: Poltik, Wirtschaft, Kultur. (eds.), avec Andreas Mehler, Munich, C.H.Beck, 2004, 359 p.
- Afrika Jahrbuch - Politik, Wirtschaft und Gesellschaft in Afrika südlich der Sahara. Eds.: Institut für Afrika-Studien & Rolf Hofmeier, Wiesbaden: VS Verlag für Sozialwissenschaften, 1987ff
- A Decade of Tanzania: Politics, Economy and Society 2005–2017, avec Kurt Hirschler. Leyde, Brill, 2019, 261 p.